# St Maughold Pillar Cross

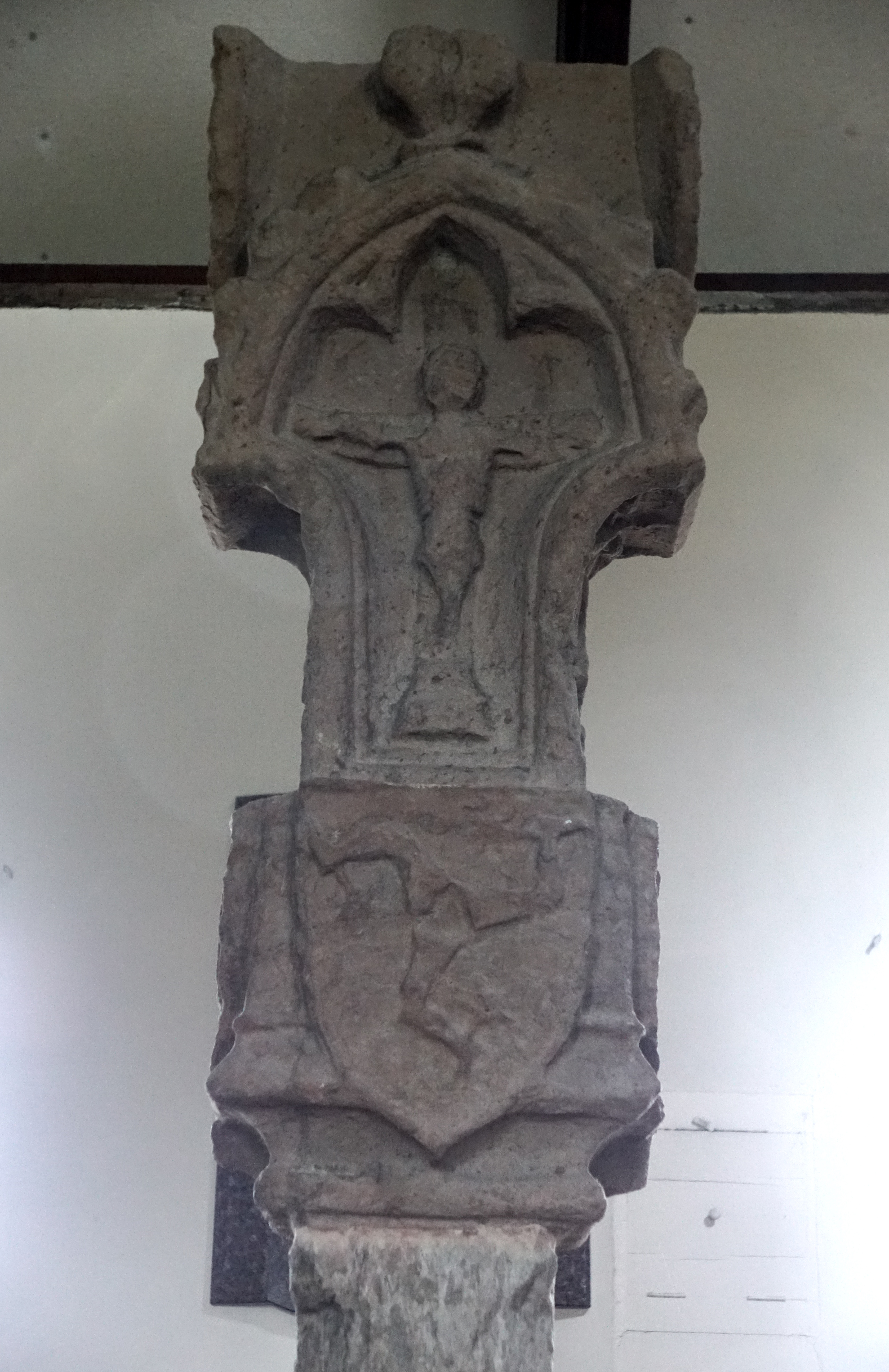
De zijde met de kruisiging van Jezus en het oudst bekende in steen uitgevoerde symbool van Man.

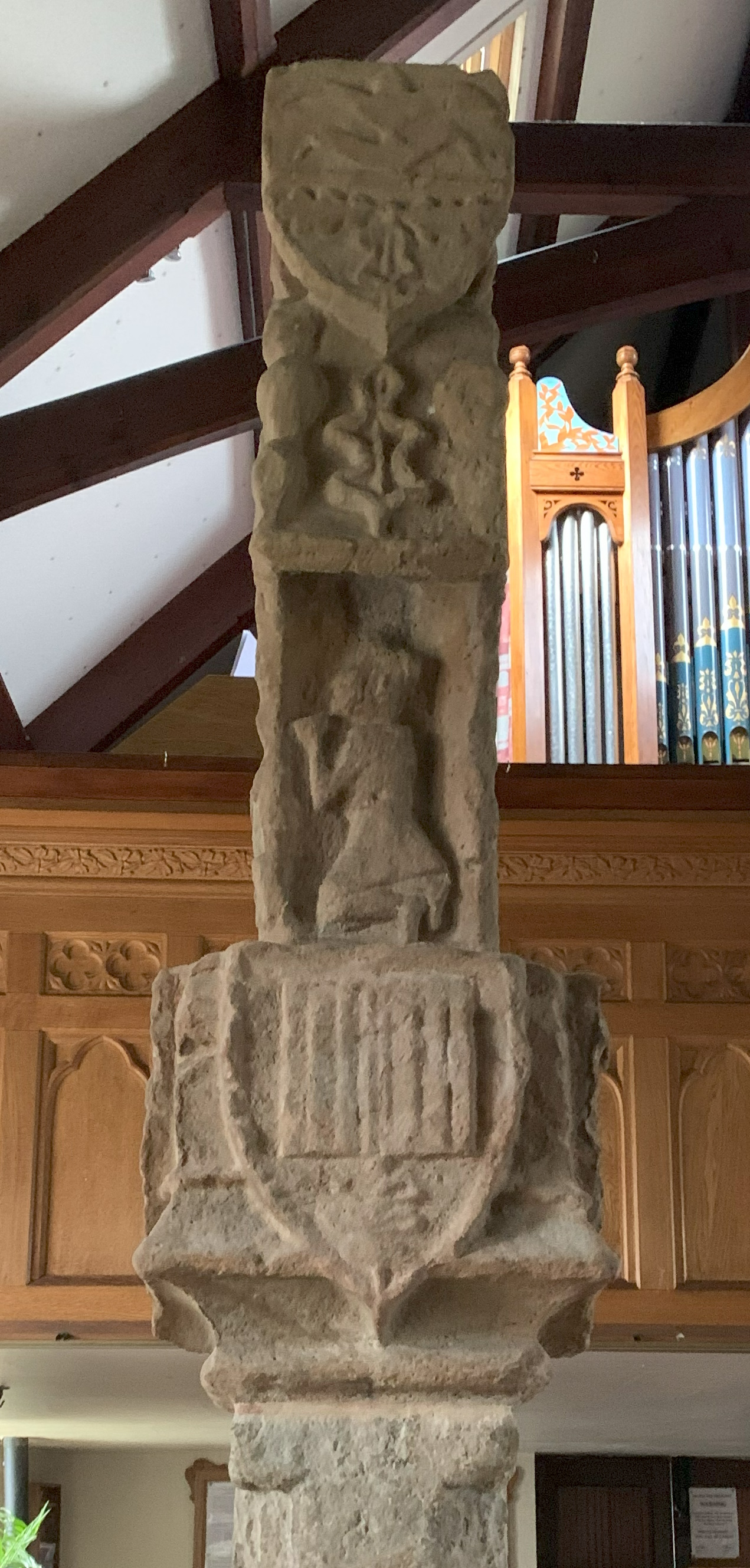
De zijde met de biddende ridder.

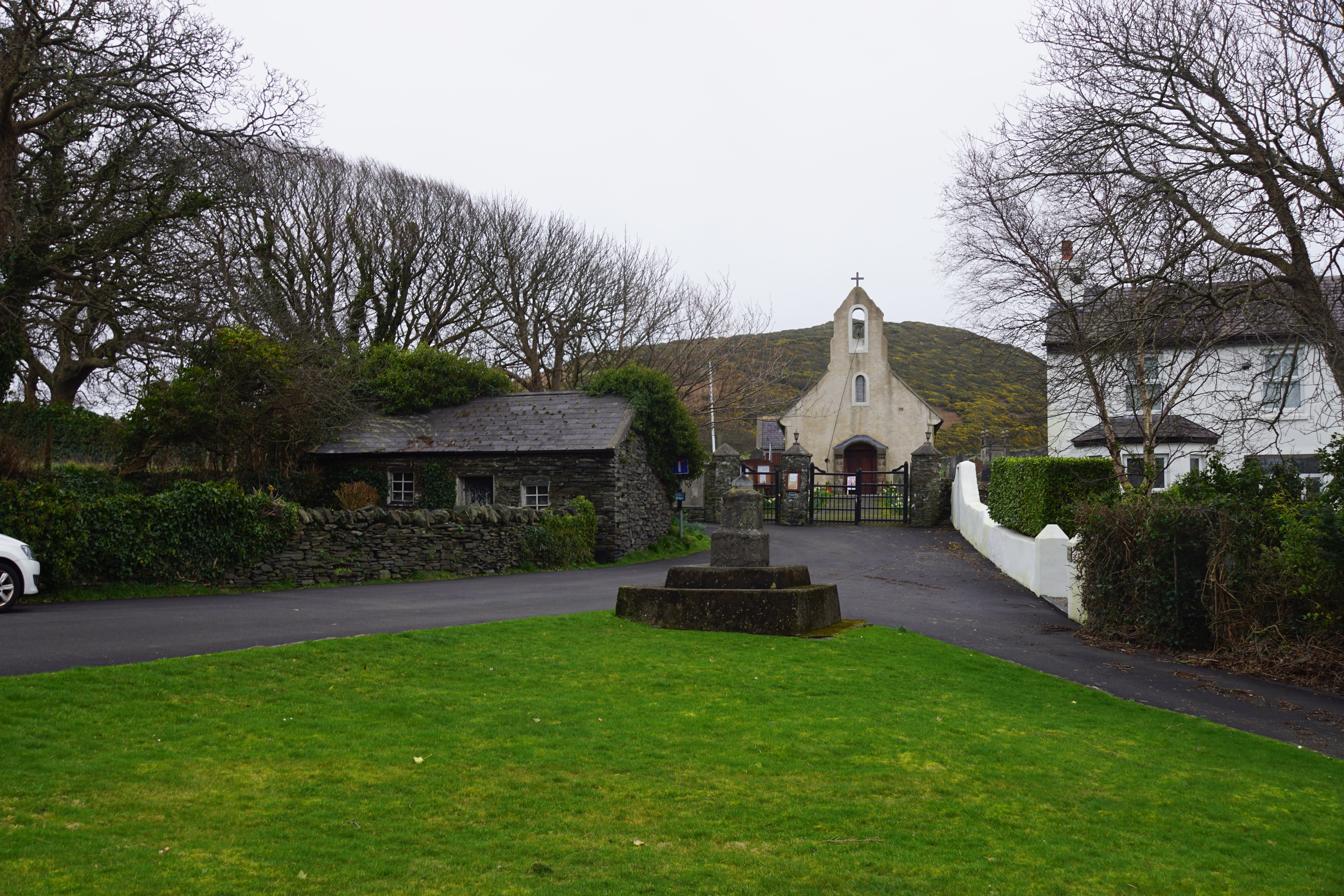
De originele locatie van het kruis buiten de kerkpoort.

Het St Maughold Pillar Cross (Pilaarkruis van St Maughold), ook bekend als het St Maughold Parish Cross (parochiekruis van St Maughold) en St Maughold Cross (Kruis van St Maughold), is een dertiende-eeuws stenen preekkruis, dat bewaard wordt in Kirk Maughold in Maughold op het eiland Man. Op het kruis is onder meer de oudste bekende in steen gekerfde afbeelding van het triskelion te zien, het symbool van de drie benen van Man.

## Geschiedenis
Het St Maughold Pillar Cross stamt van circa 1300. 
Het kruis is het enige bekende middeleeuwse preekkruis dat op Man bewaard is gebleven. 
Ooit stond het kruis op het driehoekige grasveld buiten het kerkterrein. In 1912 werden er railingen om het kruis gezet. In 1937 werd het kruis bij de kerk geplaatst totdat het kruis in 1989 in de kerk werd gezet om het beeldhouwwerk te beschermen tegen erosie. Hierbij is de oriëntatie van het kruis gewijzigd: de huidige noordelijke zijde met de kruisiging van Jezus was oorspronkelijk gericht naar het oosten. Wat er ooit op het kruis heeft gestaan, is verloren gegaan.

## Beschrijving
Het St Maughold Pillar Cross is gemaakt van zandsteen. Het kruis staat op een basis van vier trappen en heeft een octogonale schacht. Het bovenste deel heeft vier met beeldhouwwerk versierde zijden, elk met een verschillende afbeelding. Op e voorzijde en de achterzijde is het beeldhouwwerk deels een nis gevat.
Met de klok meedraaiend:
- De zuidzijde heeft de Madonna met Jezuskind in een nis boven een schild waarop een kruis te zien is dat verbonden is met een cirkel waarin een vijfbladige roos is afgebeeld.
- De oostzijde heeft vermoedelijk een eikenblad boven een schild met een korenschoof (of kelk[4]) met eronder een enkel eikenblad onder een schild met daarop een enkele bloem met zestien blaadjes.
- De noordzijde heeft de kruisiging van Jezus in een nis boven een schild met het symbool van de drie benen van Man
- De westzijde heeft een ridder (of de heilige Brigida[4]) geknield in gebed, boven een schild waarop een rechthoek met vertikale lijnen te zien is (wellicht een valhek) boven een plant met vier bladen, en onder een enkel blad onder een schild waarop vier bladen te zien zijn en een eikentakje.

In het Manx Museum in Douglas bevindt zich een replica van het St Maughold Pillar Cross.

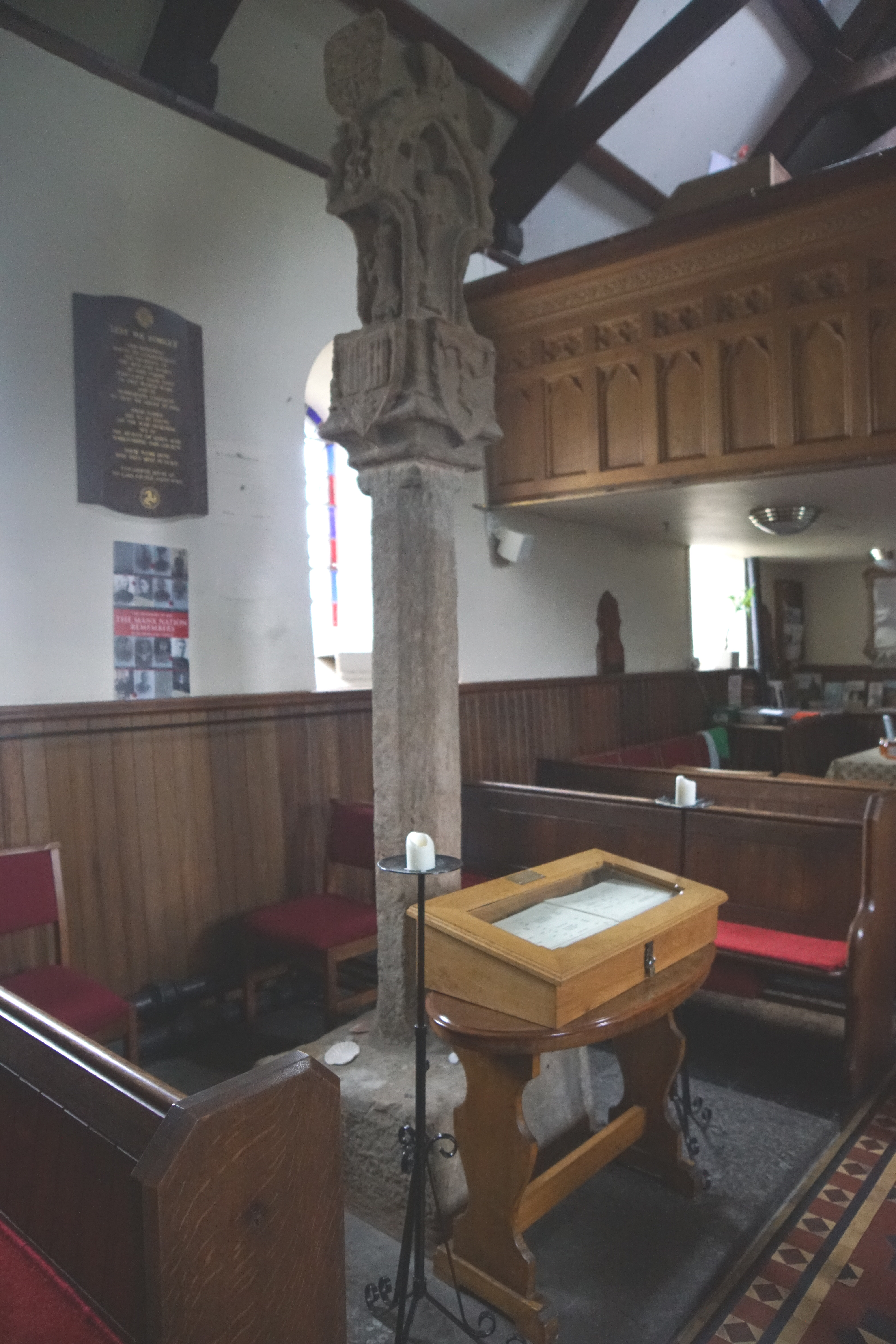
Het St Maughold Pillar Cross in de kerk
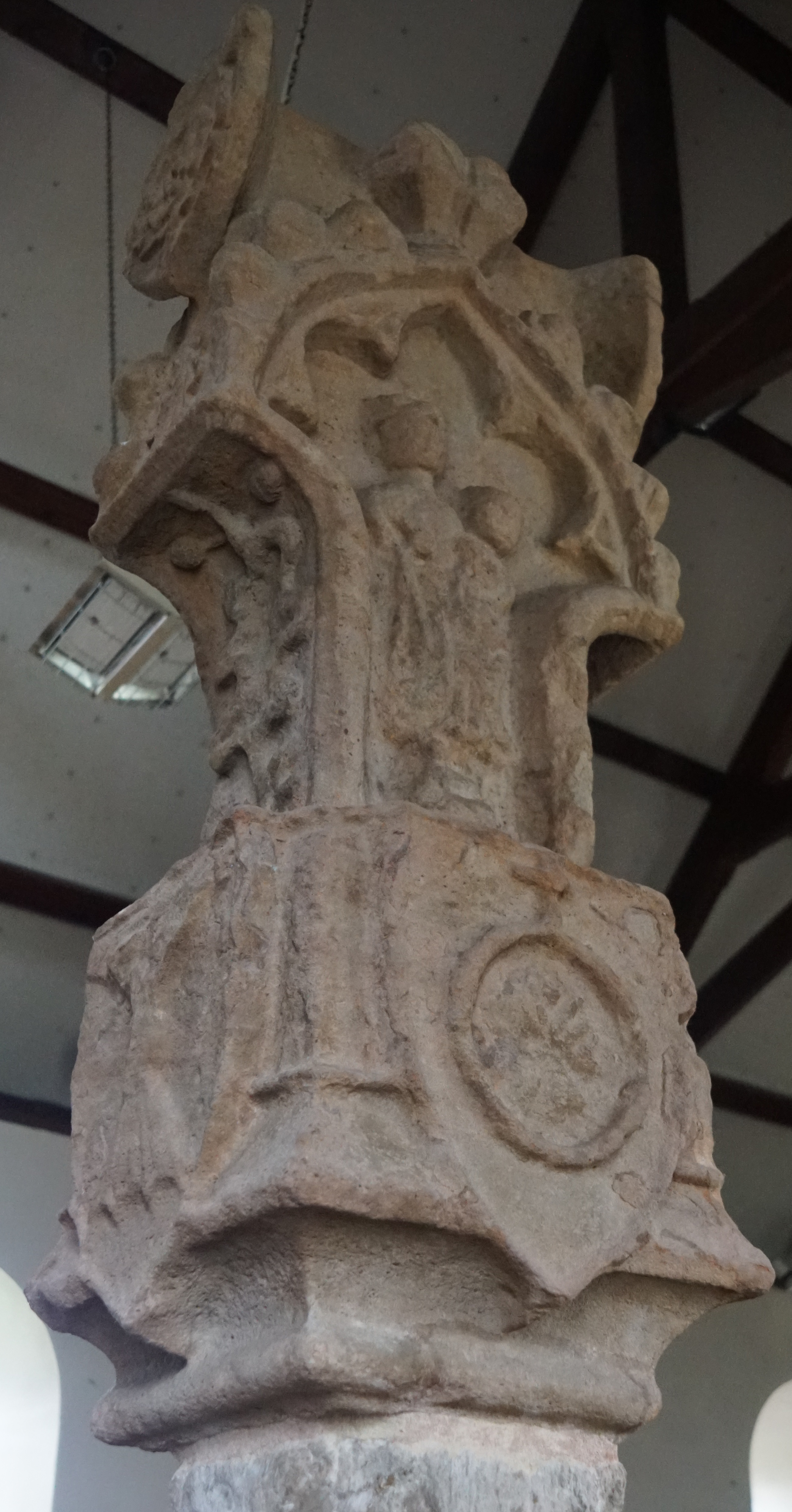
Madonna met kind
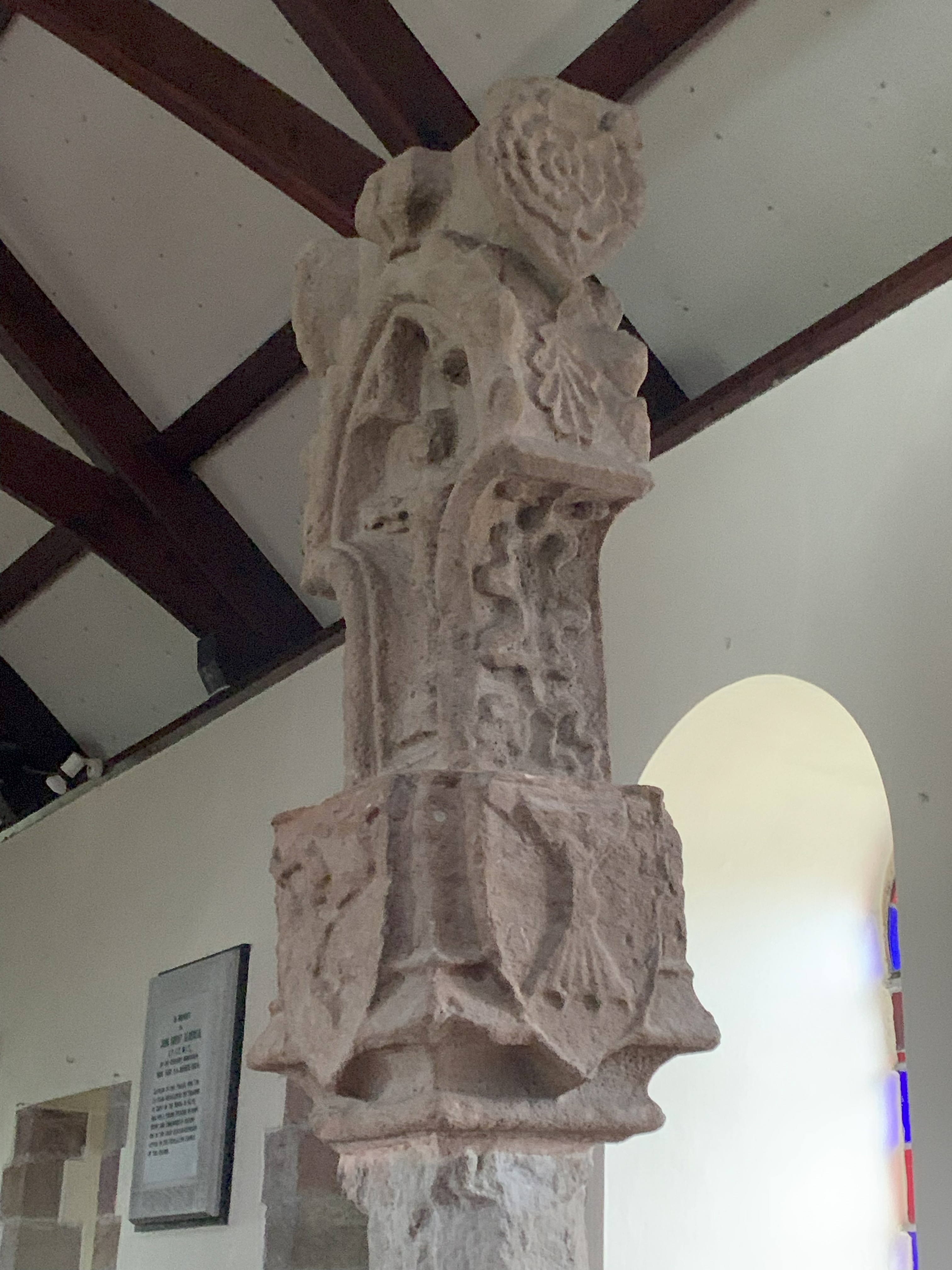
Korenschoof (of kelk)
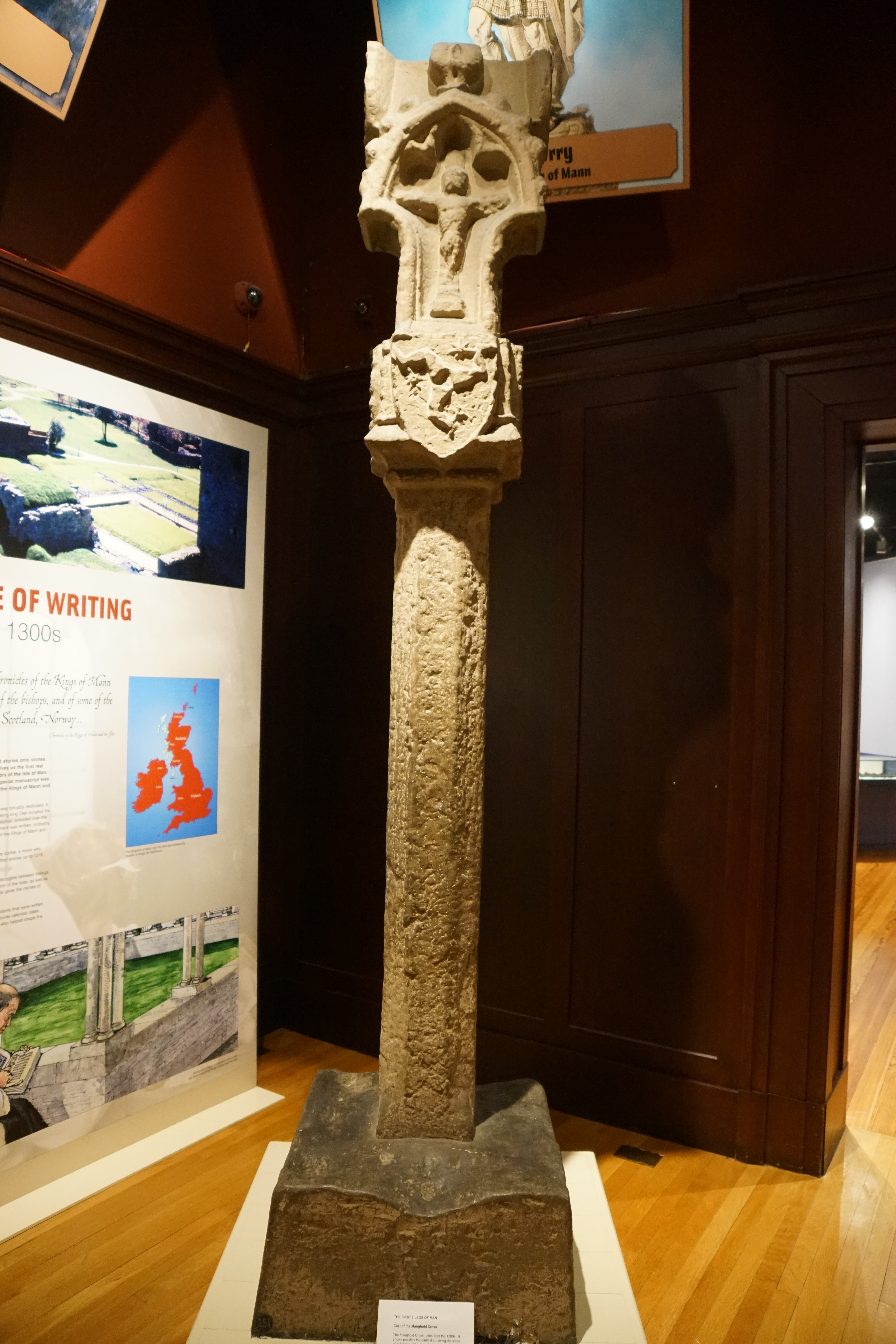
Replica in het Manx Museum